# Hökhuvuds kyrka

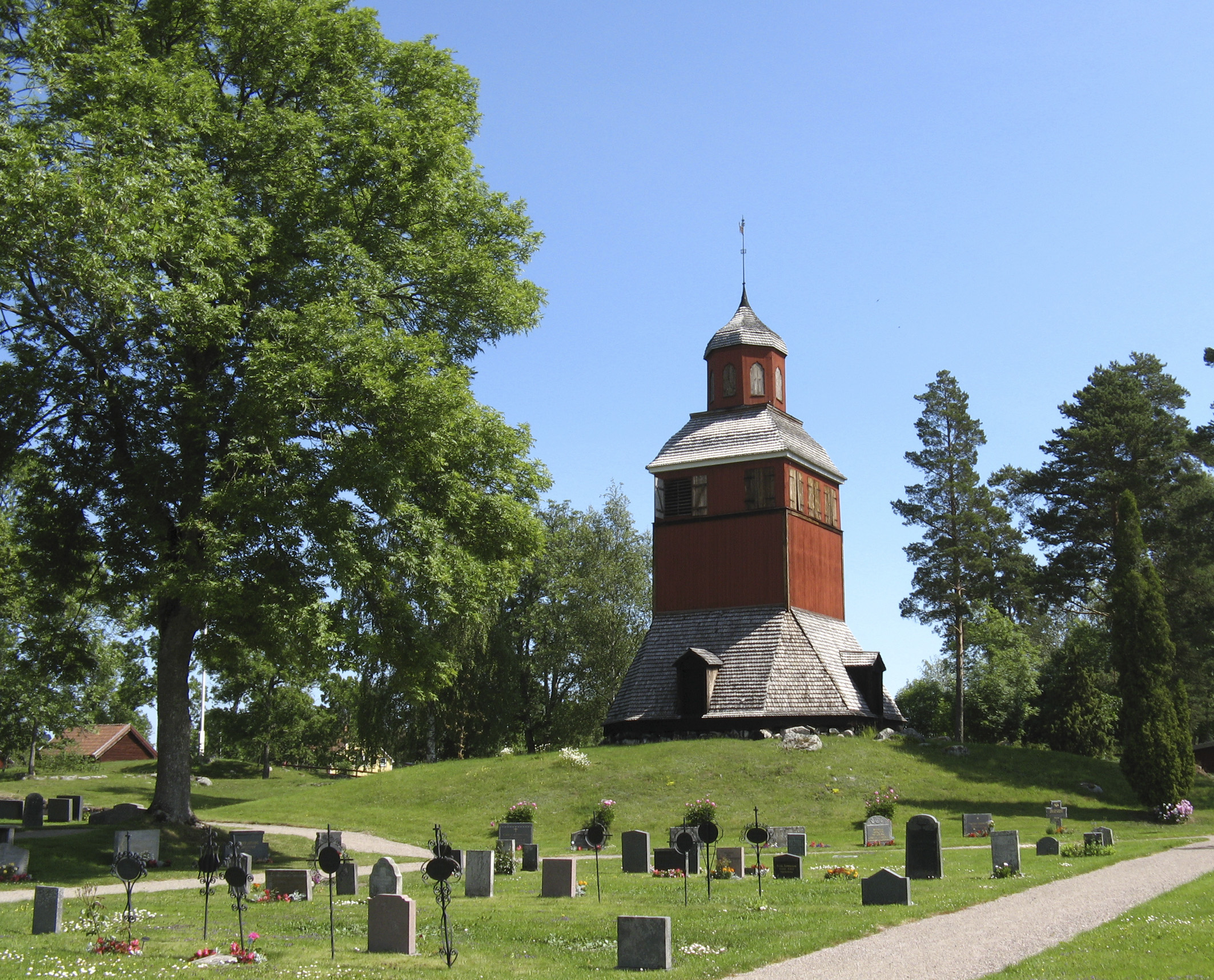
Klockstapeln

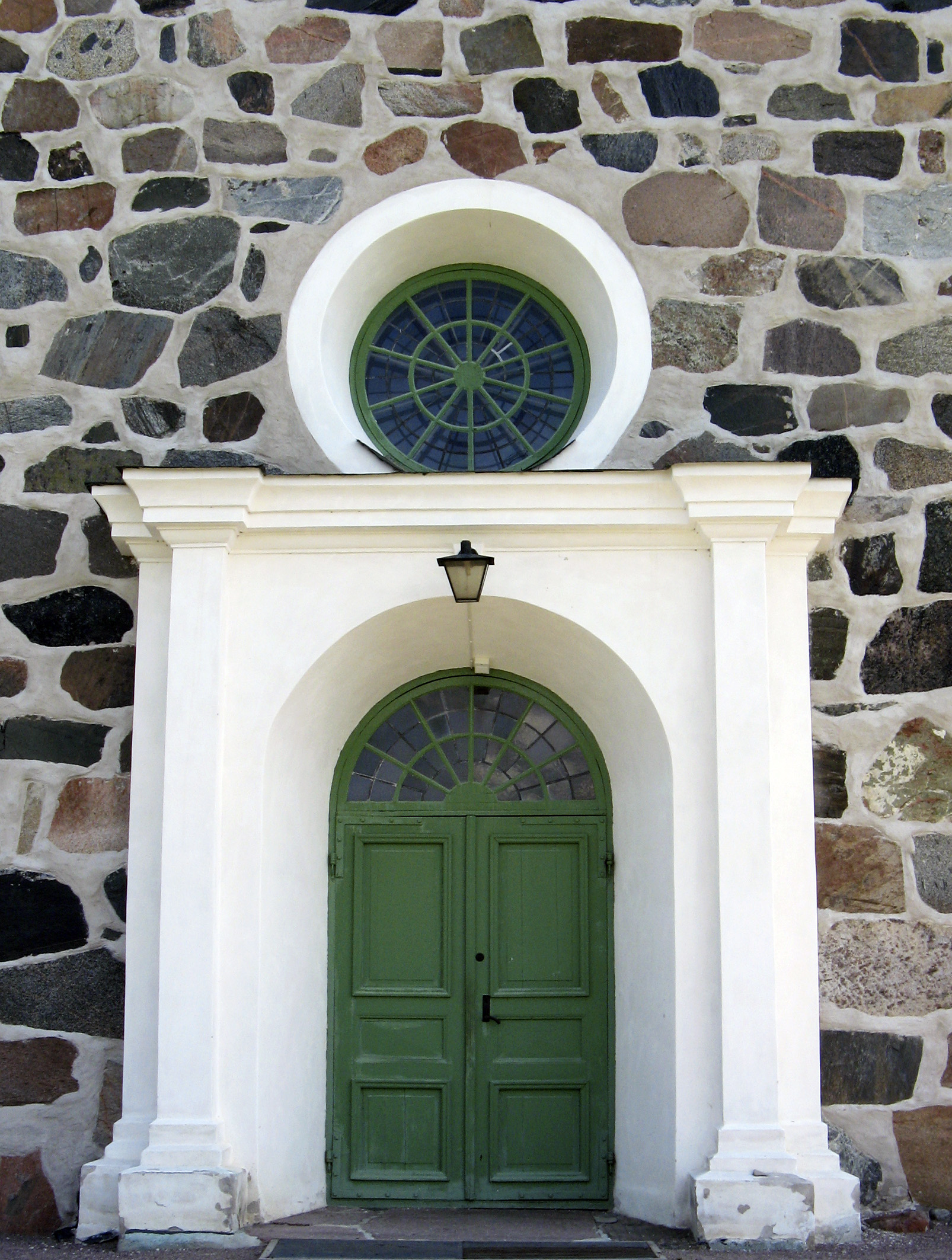
Kyrkoporten

Hökhuvuds kyrka är en kyrkobyggnad och församlingskyrka i Skäfthammar-Hökhuvuds församling i Uppsala stift. Kyrkan ligger i orten Hökhuvud öster om Olandsån. I den flacka terrängen finns en framskjutande bergrygg som kan vara upphovet till sockennamnet. Sydost om kyrkan på en höjd står en klockstapel som är uppförd 1771. Stapeln är byggd av virke från den gamla klockstapeln i Gimo bruk. Kyrkogården omges med en kallmurad bogårdsmur som tidigare varit täckt med ett spåntak. I bogårdsmuren fanns tidigare stigluckor som numera är borttagna. Kyrkogården har blivit utvidgad åt söder. Vid bron nedanför kyrkan har man hittat en sönderslagen runsten. Fragmenten är nu ihopfogade och stenen U 597 står vid Hökhuvuds prästgård.

## Kyrkobyggnaden
Hökhuvuds kyrka är en medeltida salkyrka uppförd i gråsten med tegel i portaler och omfattningar. Långhuset har en rektangulär planform indelad i tre travéer där koret är en av dem. Vid nordöstra sidan finns en vidbyggd sakristia och vid den sydvästra ett vidbyggt vapenhus. Fasaderna är oputsade och består av stora gråstensblock som är fogade till varandra. Vapenhuset har en vitputsad tegelportal och en ursprunglig trädörr. Porten mellan vapenhuset och kyrkorummet har därtill en smidesförsedd trädörr från senmedeltiden. Kyrkorummet kan även nås via en portal på långhusets västra kortsida. Av kyrkorummets tre tegelvalv är korvalvet och långhusets främre valv försedda med rika stjärnmönster.

### Tillkomst och ombyggnader
En tidigare träkyrka har troligen funnits på platsen. På södra dörren finns en nyckelskylt från cirka 1300 som antyder att en föregångare har funnits. Kyrkans äldsta delar är annars långhuset och sakristian, som är daterade till 1400-talets första fjärdedel. Vapenhuset tillkom senare. Kyrkorummets ribbvalv av tegel tillkom antagligen på 1430-talet. På 1530-talet försågs kyrkan med kalkmålningar av renässanstyp, som idag bara finns kvar i vapenhuset och på en valvkappa ovanför orgelläktaren. Kyrkan besöktes 1636 av Johannes Haquini Rhezelius, samt 1708 Johan Peringskiöld och båda omnämner en inskription som daterar kalkmålningarna till år 1534. Vid mitten av 1700-talet förstorades södra väggens fönster för att ge ett ljusare kyrkorum. Samtidigt vitkalkades innerväggarna och takvalven. Portalen vid västra sidan togs upp 1843-1844. En omfattande restaurering genomfördes 1935-1936, under ledning av arkitekt Ärland Noreen då målningarna, som hade överkalkats på 1750-talet, åter togs fram. Samtidigt avlägsnades spåren av 1880-talets hårda restaurering. Kyrkan återinvigdes på Jungfru Marie bebådelsedag 1936 av ärkebiskop Erling Eidem. En renovering genomfördes 1973 med syfte att snygga upp interiören.

## Inventarier
- Av en medeltida gotländsk dopfunt av kalksten är cuppan bevarad. Nuvarande fot tillkom vid restaureringen 1935-1936.
- Altaret är murat av sten och täckt med en träskiva.
- På altaret står ett altarskåp som är tillverkat i Antwerpen i början av 1500-talet, möjligen omkring år 1510.
- På norra korväggen hänger ett gotiskt triumfkrucifix, som troligen är tillverkat i slutet av 1300-talet. Korset är utformad som ett livsträd med bladmotiv.
- I korets nordöstra hörn står en stor målad och förgylld träskulptur som föreställer Jungfru Maria med Jesusbarnet. Skulpturen är troligen från 1300-talets slut.
- Predikstolen med tillhörande timglas är tillverkad 1754 av Olof Gerdman. Numera står predikstolen vid norra väggen nedanför ingången till sakristian.
- En Schwan-orgel med åtta stämmor är från 1783.

| Manual C-d3      | Bihangspedal |
| ---------------- | ------------ |
| Gedackt 8'       |              |
| Fleut d'Amour 8' |              |
| Fugara 8'        |              |
| Principal 4'     |              |
| Fleut 4'         |              |
| Oktava 2'        |              |
| Trumpet 8' B/D   |              |
| Vox virginea 8'  |              |

- En nyare orgel med nitton stämmor är tillverkad 1936 av Olof Hammarberg. Orgeln är placerad bakom Schwanorgeln.
- På 1840-talet stals kyrksilvret. Nattvardskärl och vinkanna är tillverkade 1842. En annan vinkanna i nysilver är från 1880. Paten är från 1700-talet.
- I koret finns en nummertavla från 1700-talet.
- En mässhake av blå venetiansk sammet är från senmedeltiden och har delvis bevarade broderier. En röd mässhake av sammet är från 1793.
- I klockstapeln hänger två kyrkklockor. Storklockan är gjuten 1771 av äldre malm. Därefter har klockan gjutits om 1807, 1814 samt 1834 av S. Ch. Grönwall i Stockholm. Lillklockan är omgjuten den 20 oktober 1686.

## Bilder

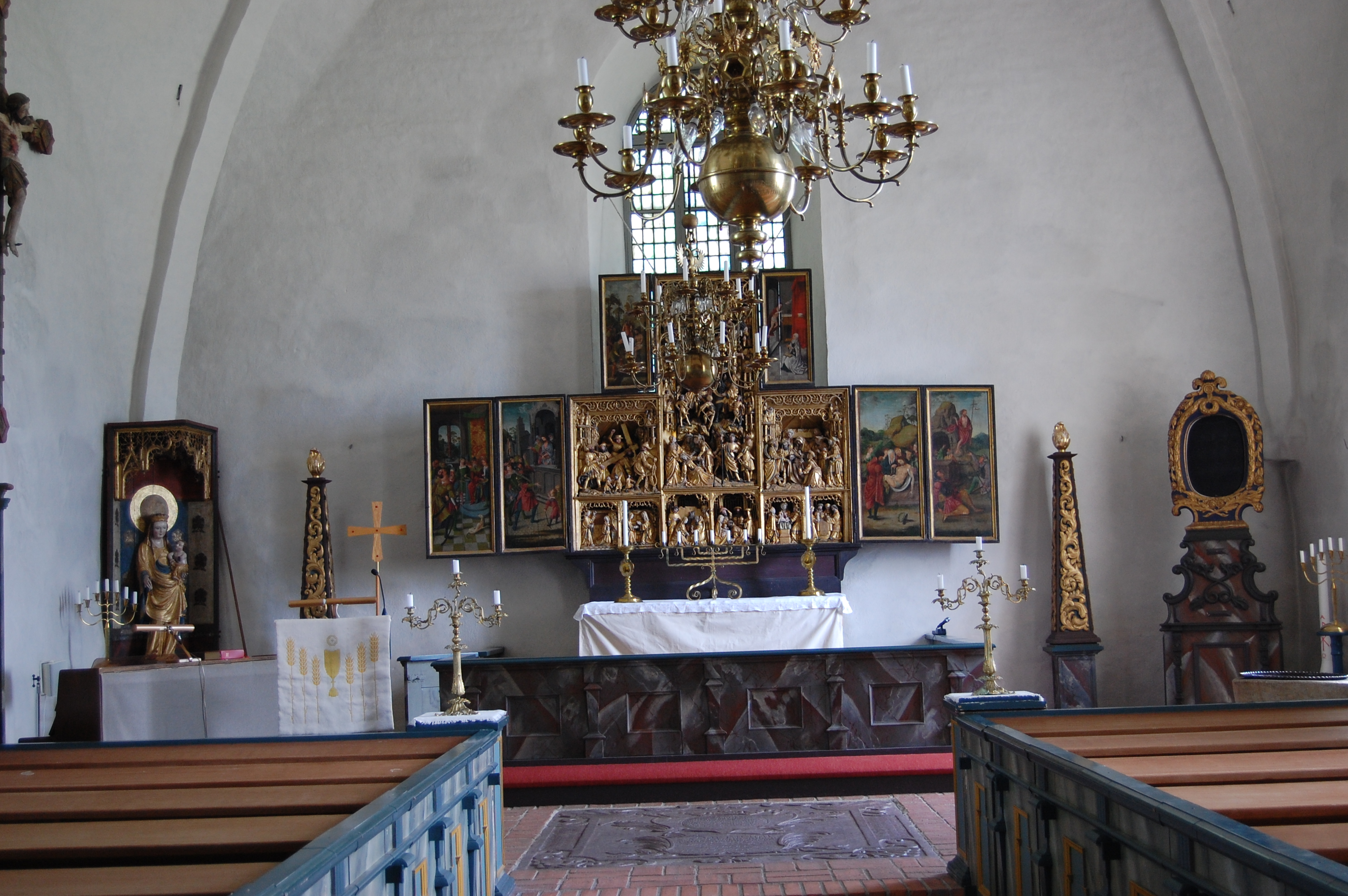
Hökhuvuds kyrkas kyrksal med altaret
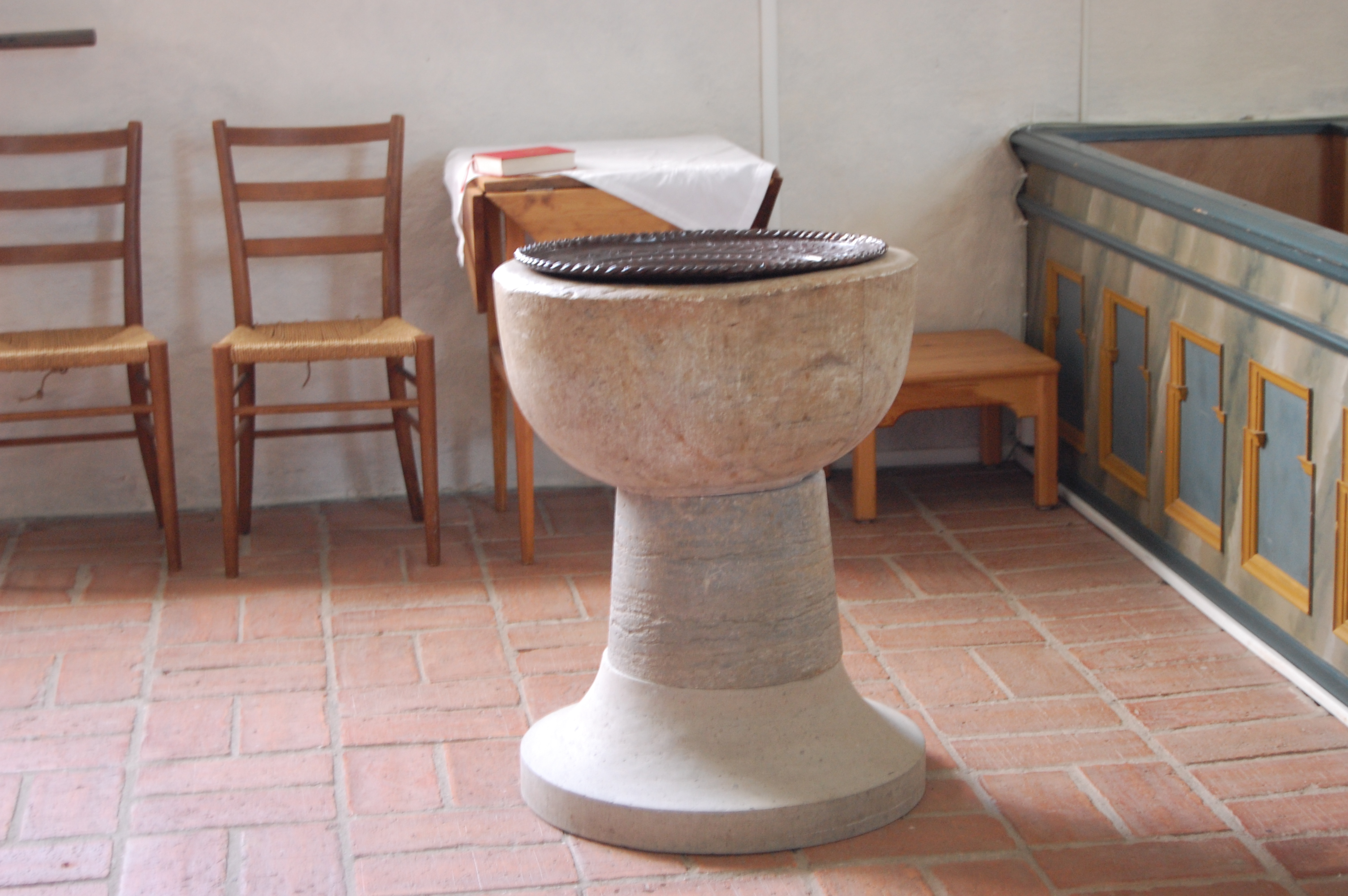
Hökhuvuds kyrkas dopfunt
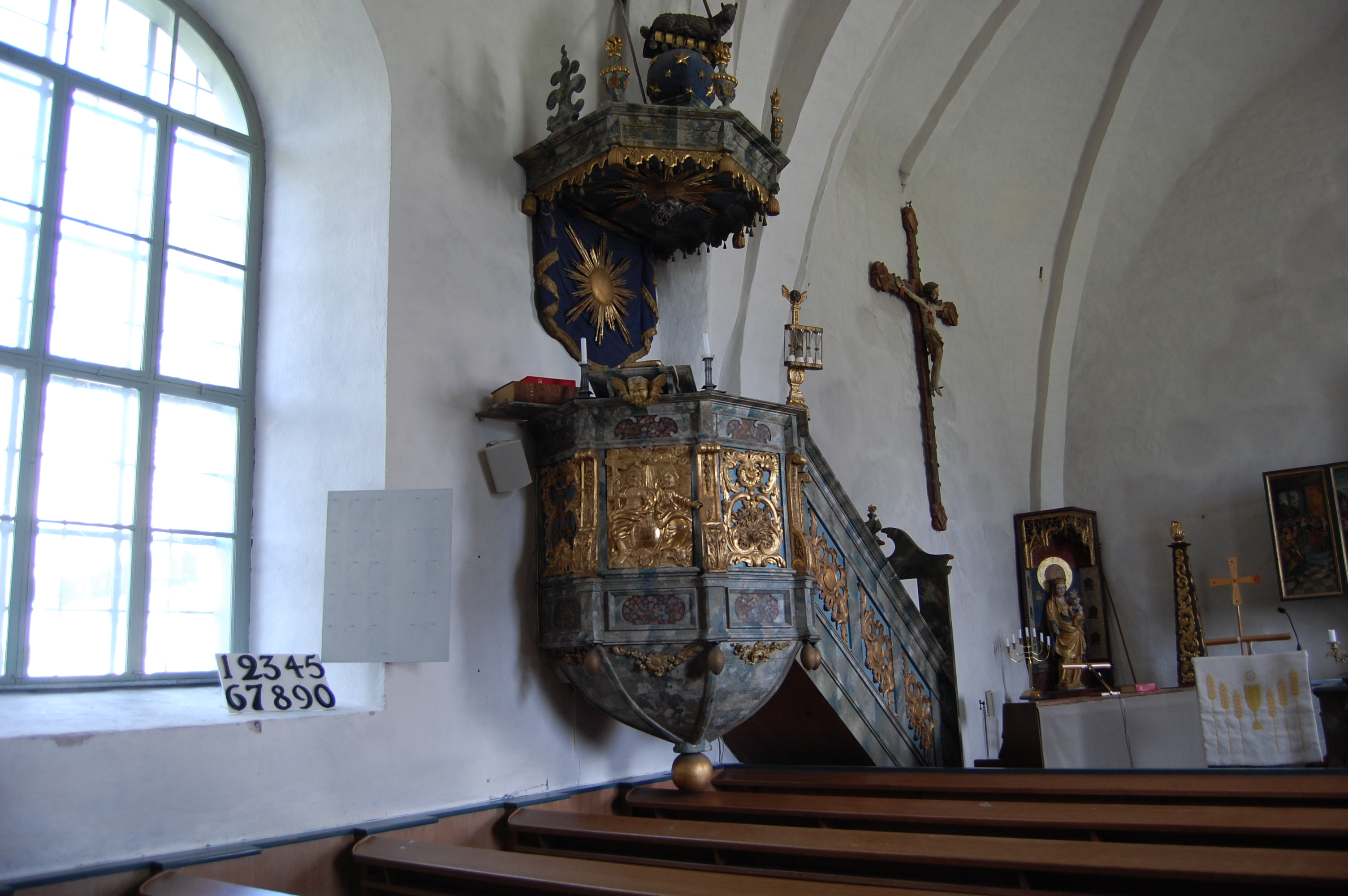
Hökhuvuds kyrkas predikstol
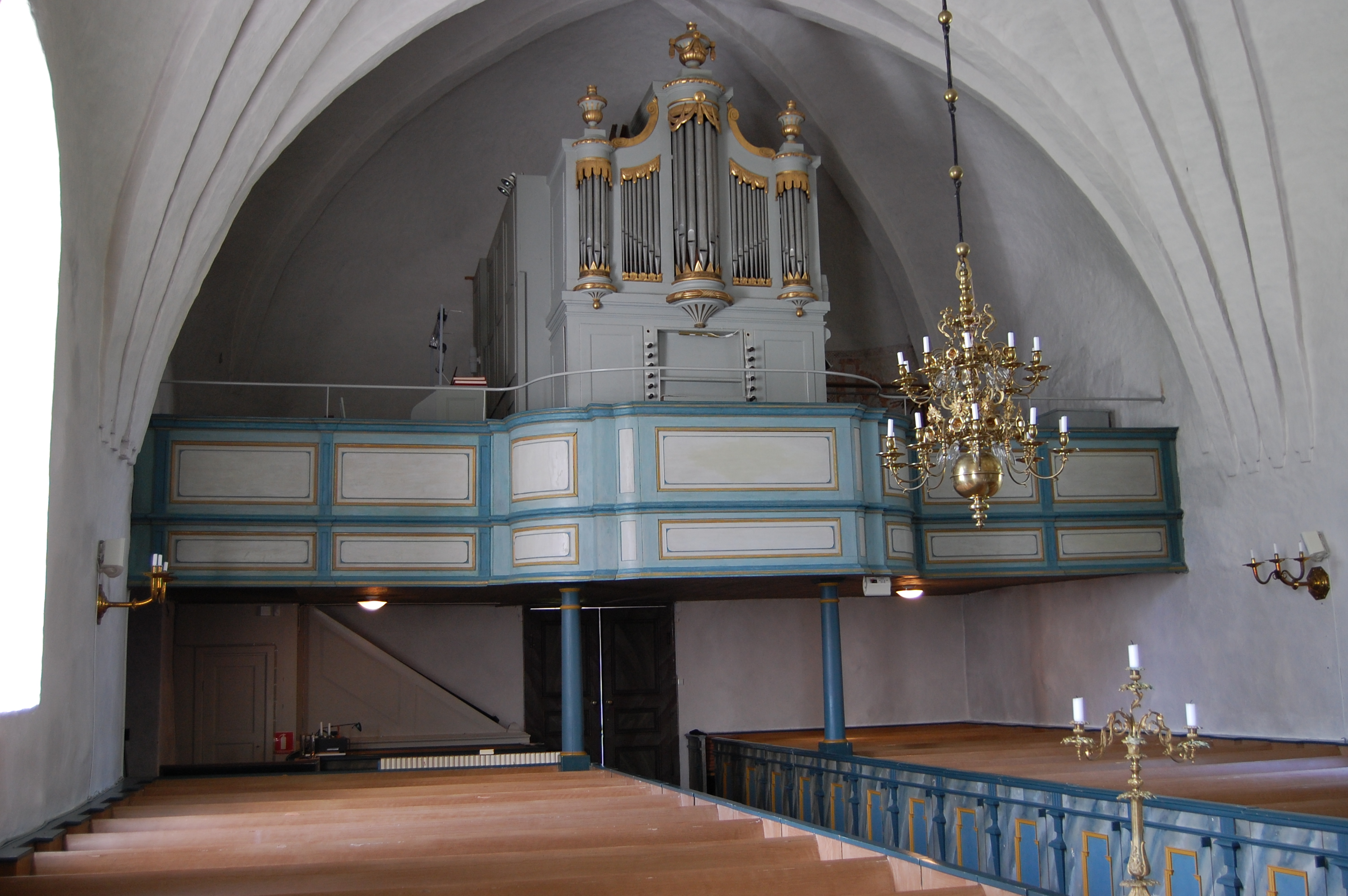
Hökhuvuds kyrkas kyrkorgel

### Fotnoter
1. ↑  100 Svenska Runinskrifter, åke Ohlmarks, Bokförlaget Plus 1978, ISBN 91-7406-110-0

### Webbkällor
- Upplandia.se - En site om Uppland
- Hökhuvuds, Ekeby och Skäfthammars kyrkliga samfällighet